# Hydrophilidae
Famille
Les Hydrophilidae sont une famille d'insectes de l'ordre des coléoptères.

## Liste des genres
Selon Catalogue of Life (31 août 2014) :
- genre Agna
- genre Ametor
- genre Anacaena
- genre Berosus
- genre Cercyon
- genre Chaetarthria
- genre Chasmogenus
- genre Coelofletium
- genre Coelostoma
- genre Crenitis
- genre Cryptopleurum
- genre Cyclotypus
- genre Cycrillum
- genre Cymbiodyta
- genre Dactylosternum
- genre Deltostethus
- genre Derallus
- genre Enochrus
- genre Helobata
- genre Helochares
- genre Helocombus
- genre Hemiosus
- genre Heteryon
- genre Horelophopsis
- genre Horelophus
- genre Hydramara
- genre Hydrobiomorpha
- genre Hydrobius
- genre Hydrocassis
- genre Hydrochara
- genre Hydrophilus
- genre Laccobius
- genre Limnoxenus
- genre Megasternum
- genre Nitiduloides
- genre Noteropagus
- genre Omicrus
- genre Oocyclus
- genre Oosternum
- genre Paracymus
- genre Paraoosternum
- genre Pelosoma
- genre Phaenonotum
- genre Phaenostoma
- genre Sperchopsis
- genre Sphaeridium
- genre Tectosternum
- genre Tropisternus

Selon World Register of Marine Species (19 décembre 2022) :
- Berosus Leach, 1817
- Cercyon Leach, 1817
- Cyloma Sharp, 1872
- Dactylosternum Wollaston, 1854
- Enochrus Thomson, 1859
- Hydrobius Leach, 1815
- Tormissus Broun, 1893
- Tropisternus Solier, 1834

## Liste des sous-familles
Selon BioLib (22 avr. 2014) :
- Epimetopinae Zaitzev, 1908
- Georissinae Laporte, 1840
- Helophorinae Leach, 1815
- Horelophinae Hansen, 1991
- Horelophosinae Hansen, 1997
- Hydrochinae C. G. Thomson, 1859
- Hydrophilinae Latreille, 1802
- Spercherinae Erichson, 1837
- Sphaeridiinae Latreille, 1802

Selon ITIS (31 août 2014) :
- Horelophinae Hansen, 1991
- Horelophopsinae Hansen, 1997
- Hydrophilinae Latreille, 1802
- Sphaeridiinae Latreille, 1802